# Juan Inostroza
Juan Luciano Inostroza Tapia (Chile, 27 de diciembre de 1942-Chile, 2 de junio de 1989) fue un carabinero y esgrimista chileno. Compitió en el evento de espada individual en los Juegos Olímpicos de Montreal 1976, ocasión en la que fue el abanderado chileno. Ingresó a la Escuela de Carabineros de Chile, llegando al grado de teniente coronel.
Se casó el 7 de enero de 1968 con Berna Budinich Carrasco, con quien tuvo dos hijos: Luciano y Paris, ambos esgrimistas. Fue campeón nacional de esgrima en la categoría florete en 1973 y categoría espada en 1974, 1975 y 1976. Entre sus participaciones en eventos internacionales de esgrima se cuentan los Juegos Panamericanos de Cali 1971 y México 1975, y formó parte de la delegación chilena en los Juegos Olímpicos de Montreal 1976. En 1973 y 1976 fue elegido como el mejor esgrimista chileno por el Círculo de Periodistas Deportivos de Chile.
Falleció el 2 de junio de 1989 debido a un cáncer que lo afectaba.